# リスマルク
リスマルク（Lizmark、1949年9月18日 - 2015年12月16日）は、メキシコ・ゲレーロ州アカプルコ出身の覆面レスラー。彼のリングネーム「リスマルク」は、幼い頃から魅了されていたドイツの戦艦ビスマルクにちなんで付けられた。ニックネームは「青き天才」「アカプルコの青い翼」。80年代のEMLLのエース格で、ウェルター級、ミドル、ライトヘビーまでナショナル、NWA世界の三階級を史上初めて制覇した。
実の子はリスマルク・ジュニア。

## 来歴
ベラウリオ・メンドーサに師事し、1976年3月14日に地元アカプルコでデビュー。1979年4月、アメリコ・ロッカを破りナショナル・ウェルター級王座奪取。1980年6月、エル・スプレモを破りNWA世界ウェルター級王座奪取。1982年2月、サタニコを破りナショナル・ミドル級王座。1983年6月、同じくサタニコからNWA世界ミドル級王座、エル・サントに続くウェルター、ミドルの2階級およびナショナル、世界両制覇を成し遂げる。
1984年1月、全日本プロレスに初来日（全日本プロレス正月興行恒例のバトルロイヤルで優勝）。試合中に「リスマルク」コールがおきるなど、人気爆発が期待されたが、その後、97年のCMLL・JAPANまで来日はなし。1980年から3年連続最優秀空中ファイター賞、1983年と1984年には年間最高人気選手を各受賞。1988年3月、シエン・カラスを破りNWA世界ライトヘビー級王座奪取しNWA3階級制覇。1992年8月にAAA入り。同年9月18日、地元でウニベルソ・ドスミルを破りナショナル・ライトヘビー級王座を獲得しナショナルの3階級制覇。
1995年よりCMLLに復帰。1996年9月に同じく地元でアトランティスと組んでCMLL世界タッグ王座奪取。
1997年2月にはCMLL JAPANに息子のリスマルクJr.と共に2度目の来日、同年4月、メキシコシティにてミステル・ニエブラ、アトランティスと組んでCMLL世界トリオ王座を獲得、2000年、再度親子で来日。2003年6月、AAAに移籍。その後は長期欠場の末、2005年4月にCMLLに登場。
2013年、元CMLL・JAPAN代表のミステル・カカオ主催の覆面マニアに特別アドバイザーとして来日（試合は無し）。ミステルカカオ、バンクーバーキャットらと共に福祉施設を慰問した。またネイキッドロフトでのドクトルルチャこと清水勉（プロレス評論家）のトークイベントにもメインゲストとして登場。 T シャツやマスク、リスマルクの日本での異名アカプルコの青い翼をイメージされたカクテルが販売された。
2015年12月16日、メキシコシティで心臓発作のため死去。66歳没。

## 得意技
プランチャ・スイシーダ
　フライングボディプレス

…両技ともトップロープ上から手と体を反らせた状態で美しい飛行姿勢を魅せる

ブエロ・アクロバティコ
相手の手を握り、自らトップロ―プに飛び乗り、 ロープ上で 一度 足を外し、太腿でリバウンドをしてのアームホイップ

ジャンピングパワーボム
メキシコ名デスヌカドーラ。ジャンプして両足を広げて尻餅をつく、田上明と同じ形

ケブラドーラ・コンヒーロ
コーナーからリング内へのトペ・コン・ヒーロ

ウラカン・ラナ
丸めた後、飛び跳ねダメージを与える形も使用

屈んだ状態でのコブラツイスト
得意ムーブ
相手のと巴技げ状態からの前転しての着地

## ファイトスタイル
全盛時は矢のようなスピーディな動きや、当時の最先端の回転技など様々な角度から見せた。
タイトルマッチではグラウンドでのもしぶとさも発揮。
ロープのバウンドを利用してのホイップや、相手から巴投げされた状態からの前転着地、またコーナーから場外へ両手を広げ反らせる、美しい飛行姿勢のプランチャなど、『アカプルコ（海のあるメキシコの地名）の青い翼』にふさわしい美しい空中技を披露。

## その他、エピソード
- 若き日は高級ホテルのバーテンダーでも働きながらレスラーをしていた。冊子『Gスピリッツ』[要ページ番号]にて、かつてマッハ隼人として活躍した肥後が、写真と共に若き日のメキシコ遠征時での交流について語っている（リスマルクが素顔で働くホテルのプールに入れてくれた事など）。
- メキシコでの異名は『青き天才児』。日本で知られる『アカプルコの青い翼』は全日本プロレスへの来日時にプロレス記者だった清水勉が考案。本人は50歳を超え清水から聞くまで、青い翼というニックネームを知らなかったと雑誌インタビューで明かしている。
- 清水勉氏は週刊ゴング増刊号「空中戦3」[要ページ番号]にて、その時代の革新的な空中殺法に重きを置いたランキングで、リスマルクを歴代1位に挙げている。同紙誌上におけるメキシコ人記者リカルド・モラレスによる、空中技にレスリング技術や格なども考慮したランキングでは、エル・サント、エル・ソリタリオ、ミル・マスカラス、ブラックシャドーに次ぐ5位の評価
- 息子のリスマルクJrがマスク剥ぎ戦で敗れ、マスクから素顔になった事には、マスクを大事にしていないと快く思っていない事を述べた（雑誌『Gリング』より[要ページ番号]）。
- CMLLでは引退後も度々レジェンドとして取り上げられている。

## 獲得タイトル
- ゲレーロウェルター級王座
- ゲレーロタッグ王座
- NWA世界ライトヘビー級王座
- NWA世界ミドル級王座
- NWA世界ウェルター級王座
- メキシコナショナルライトヘビー級王座
- メキシコナショナルミドル級王座
- メキシコナショナルウェルター級王座
- WWA世界ライトヘビー級王座
- CMLL世界タッグチーム王座
- CMLL世界トリオ王座